# Alberto II da Áustria
[carece de fontes?]

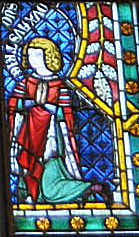
Representação de Alberto II num vitral

Alberto II da Áustria (12 de dezembro de 1298 — 16 de agosto de 1358), cognominado o Sábio, foi duque da Áustria.

## Vida
Alberto II nasceu em Habsburgo, filho de Alberto I da Germânia, Rex Romanorum, e de Isabel de Gorizia-Tirol.
Ele tornou-se no governante de todas as terras da Casa de Habsburgo, conjuntamente com o seu irmão mias novo, Otão, o Feliz em 1330. Entretanto, Alberto conseguiu aumentar ainda mais o território dos Habsburgo com a herança do território pertencente à esposa Joana, composta pelo Condado de Pfirt e algumas cidades.
Além disso, Alberto teve sucesso na sua aclamação como duque da Caríntia e Carniola, derrotando o seu rival, João I da Boémia. Reflectindo a sua reputação, o papa Bento XII, em 1335, pediu-lhe para intervir no conflito entre a Igreja e o sacro-imperador Luís IV. Dois anos depois, o rei Filipe VI de França pediu-lhe ajuda contra o Imperador Luís e o rei Eduardo III de Inglaterra. Porém, Alberto manteve-se fiel ao Imperador até à morte dele.
Ele estabeleceu a "lei de sucessão albertiniana" (Albertinische Hausordnung) para determinar as leis de sucessão nas terras austríacas. Esta lei foi desvalorizada até ao século XV, quando foi renovada pelo imperador Maximiliano I. Adoptada como parte da Pragmática Sanção, esta lei manteve-se, efectivamente, como uma das leis básicas da Áustria até 1918.
Alberto começou a construção do coro gótico na Catedral de Santo Estêvão, em Viena, conhecido como o Coro Albertiniano. Foi especulado que Alberto teve uma paralisia temporária (explicando outro cognome atribuído: "Alberto o Coxo") causado porartrite reumatoide.
Alberto faleceu em Viena em 1358 e foi sepultado num mosteiro que ele próprio fundou, Kartause Gaming na Baixa Áustria.

## Casamento e descendência
Alberto casou-se, a 15 de fevereiro de 1324, com a condessa Joana de Pfirt, filha do conde Ulrique III de Pfirt, e tiveram a seguinte descendência:
1. Rodolfo IV da Áustria (1 de novembro de 1339, Viena – 27 de julho de 1365, Milão).
2. Frederico III da Áustria (1347, Viena – 1362, Viena). Não casou e faleceu sem descendência.
3. Alberto III da Áustria (9 de setembro de 1349, Viena – 29 de agosto de 1395, Laxemburgo).
4. Leopoldo III (1 de novembro de 1351, Viena – 9 de julho de 1386, Sempach).
5. Catarina (1342, Viena – 10 de janeiro de 1381, Viena), Abadessa em Viena.
6. Margarida (1346, Viena – 14 de janeiro de 1366, Brno), casou-se com:
  1. Meinardo III de Gorizia-Tyrol, em Passau, a 4 de setembro de 1359;
  2. João Henrique da Morávia, em Viena, 1364.